# Frullania apiculata
Frullania apiculata là một loài rêu tản trong họ Jubulaceae. Loài này được (Reinw., Blume & Nees) Dumort. miêu tả khoa học lần đầu tiên năm 1835.